# Вестоффен
Вестоффен (фр. Westhoffen) — коммуна на северо-востоке Франции в регионе Гранд-Эст (бывший Эльзас — Шампань — Арденны — Лотарингия), департамент Нижний Рейн, округ Мольсем, кантон Саверн. До марта 2015 года коммуна административно входила в состав упразднённого кантона Васлон (округ Мольсем).
Площадь коммуны — 20,65 км², население — 1605 человек (2006) с тенденцией к росту: 1671 человек (2013), плотность населения — 80,9 чел/км².

## Население
Население коммуны в 2011 году составляло 1668 человек, в 2012 году — 1669 человек, а в 2013-м — 1671 человек.
| 1962 | 1968 | 1975 | 1982 | 1990 | 1999 | 2006 | 2008 | 2011 | 2012 | 2013 |
| ---- | ---- | ---- | ---- | ---- | ---- | ---- | ---- | ---- | ---- | ---- |
| 1322 | 1348 | 1386 | 1416 | 1460 | 1590 | 1605 | 1615 | 1668 | 1669 | 1671 |

Динамика населения:

## Экономика
В 2010 году из 1091 человек трудоспособного возраста (от 15 до 64 лет) 860 были экономически активными, 231 — неактивными (показатель активности 78,8 %, в 1999 году — 77,3 %). Из 860 активных трудоспособных жителей работали 824 человека (449 мужчин и 375 женщин), 36 числились безработными (21 мужчина и 15 женщин). Среди 231 трудоспособных неактивных граждан 73 были учениками либо студентами, 96 — пенсионерами, а ещё 62 — были неактивны в силу других причин.

## Достопримечательности (фотогалерея)

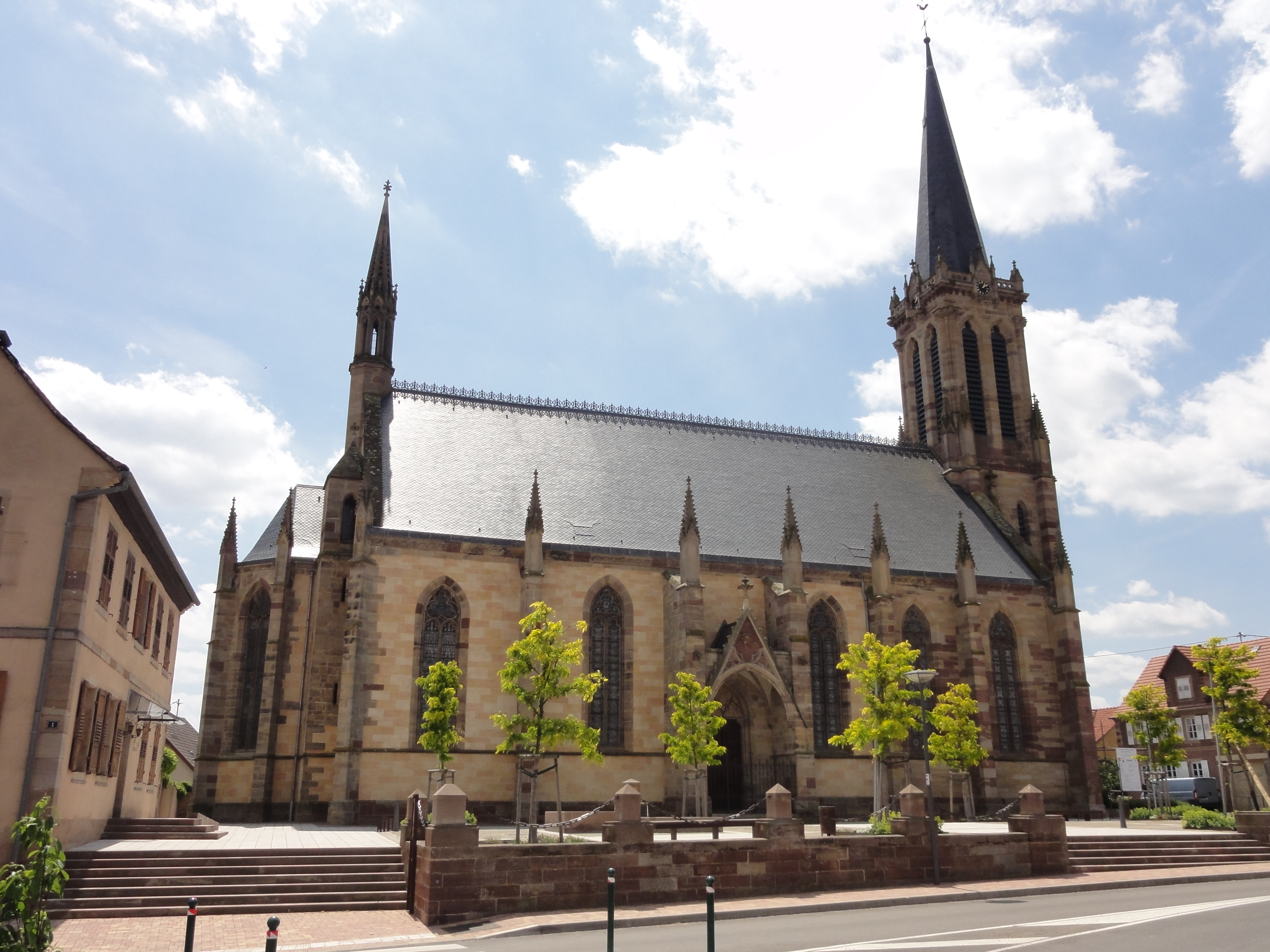
Протестантская церковь Сен-Мартен
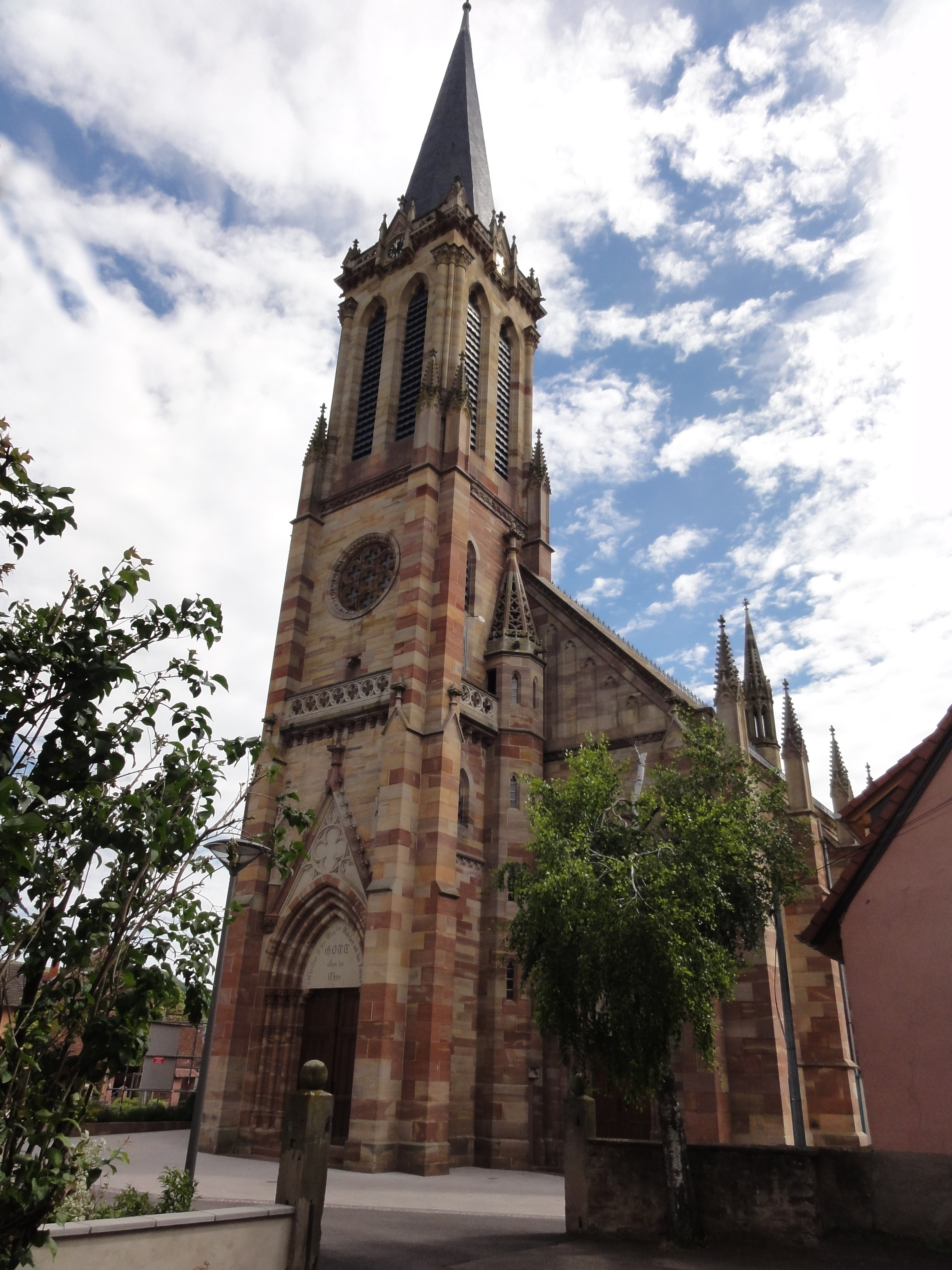
Портал и колокольня протестантской церкви
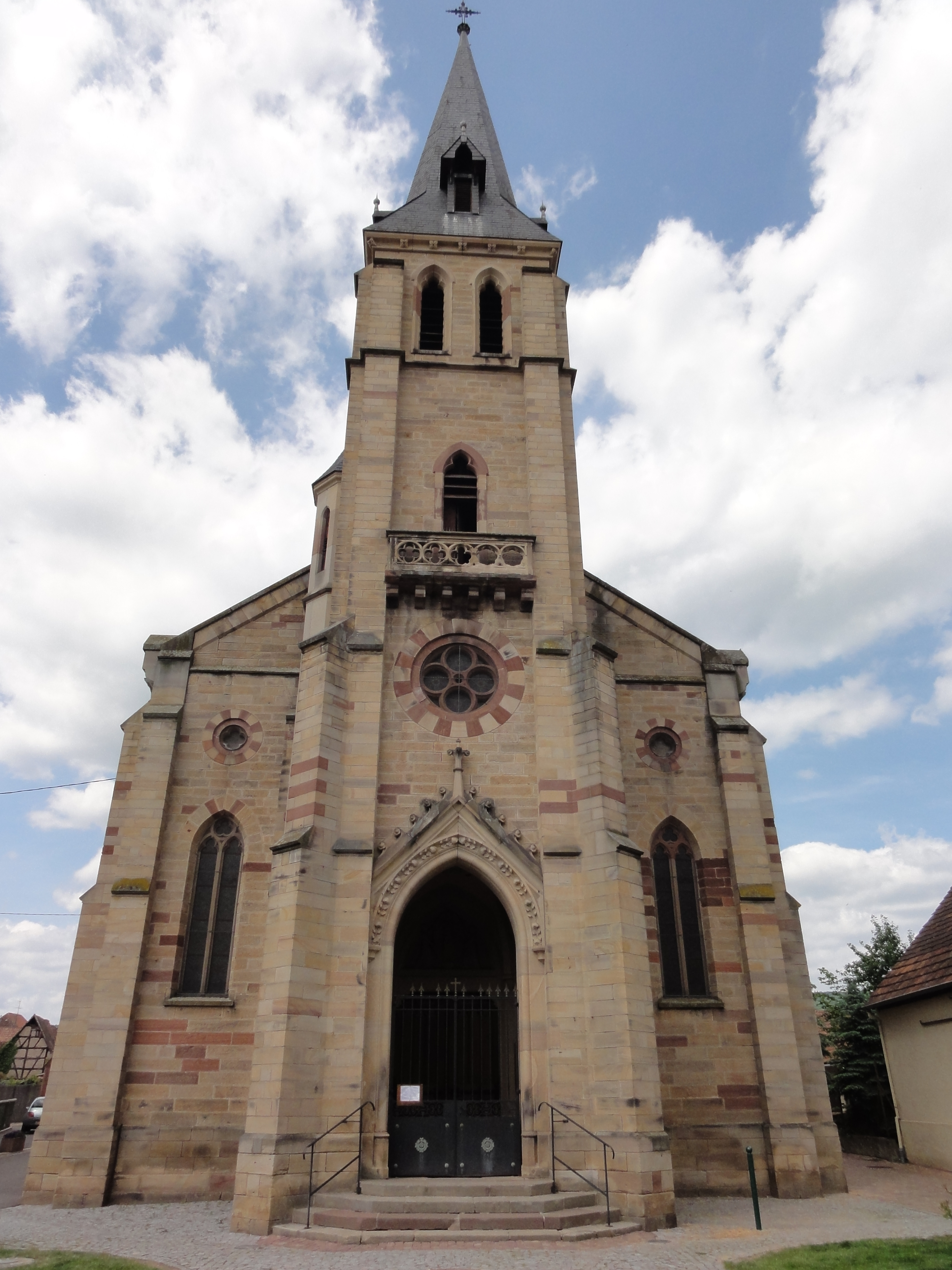
Католическая церковь Сен-Мартен
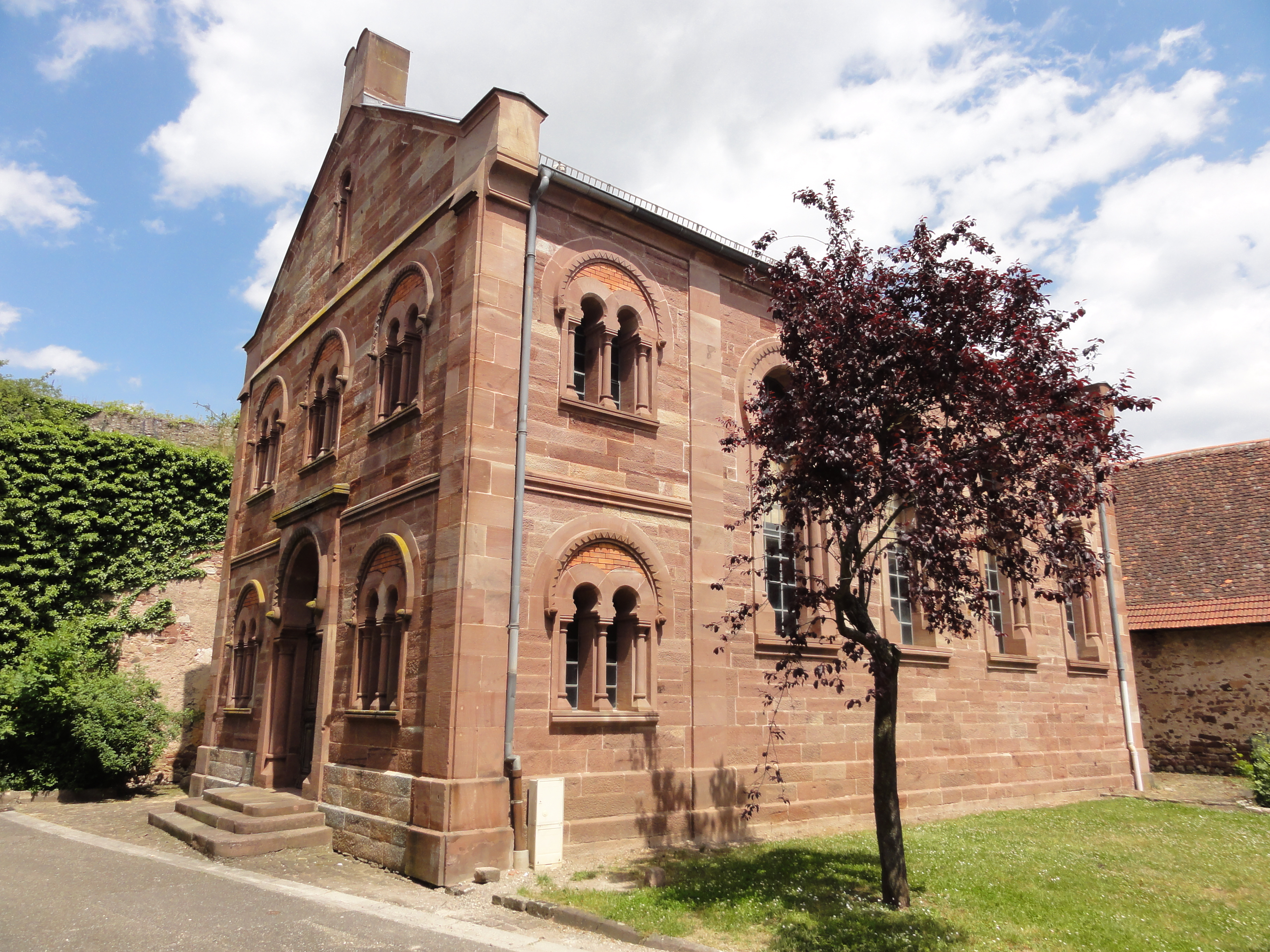
Синагога
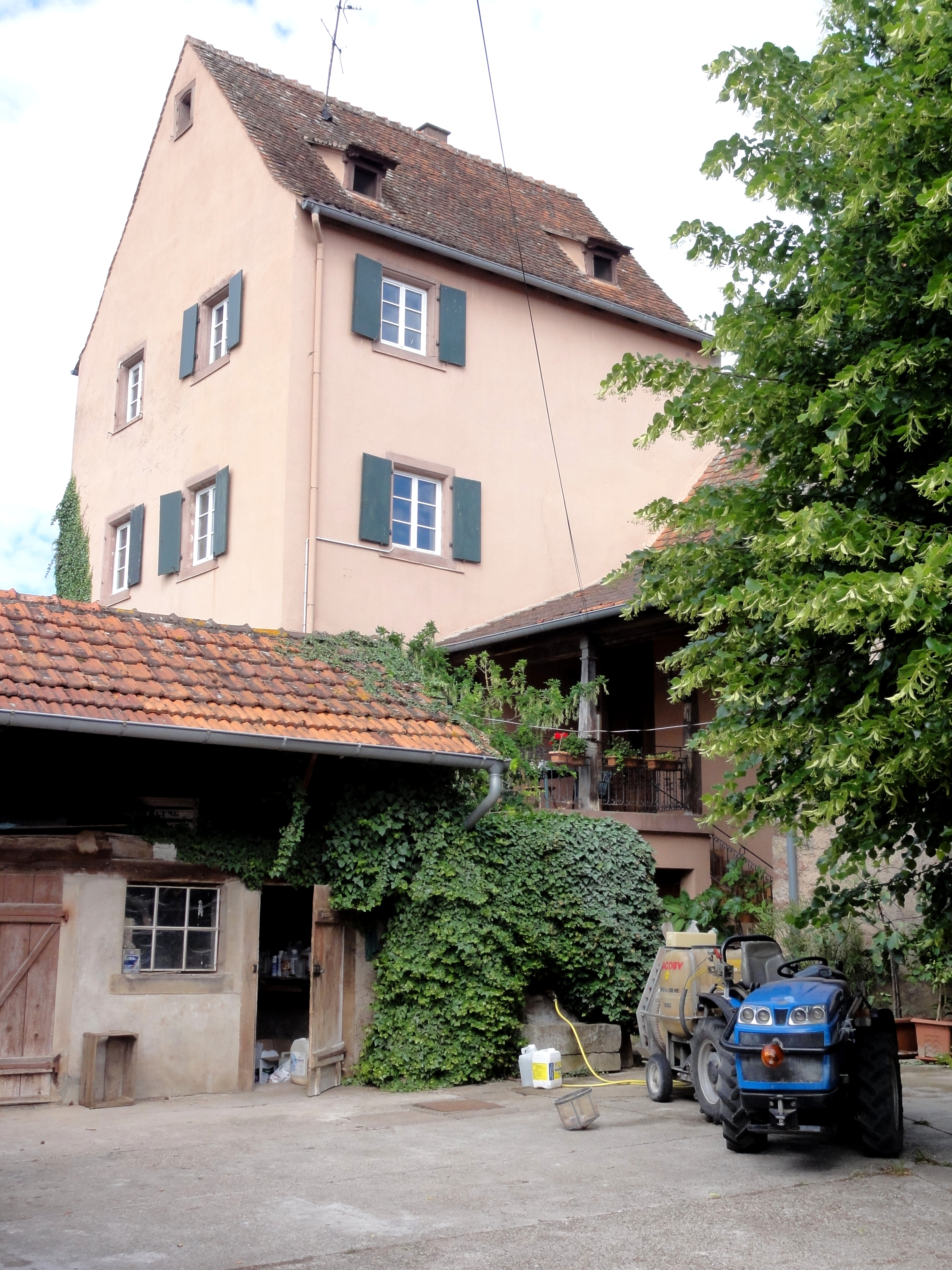
Бывший старый замок
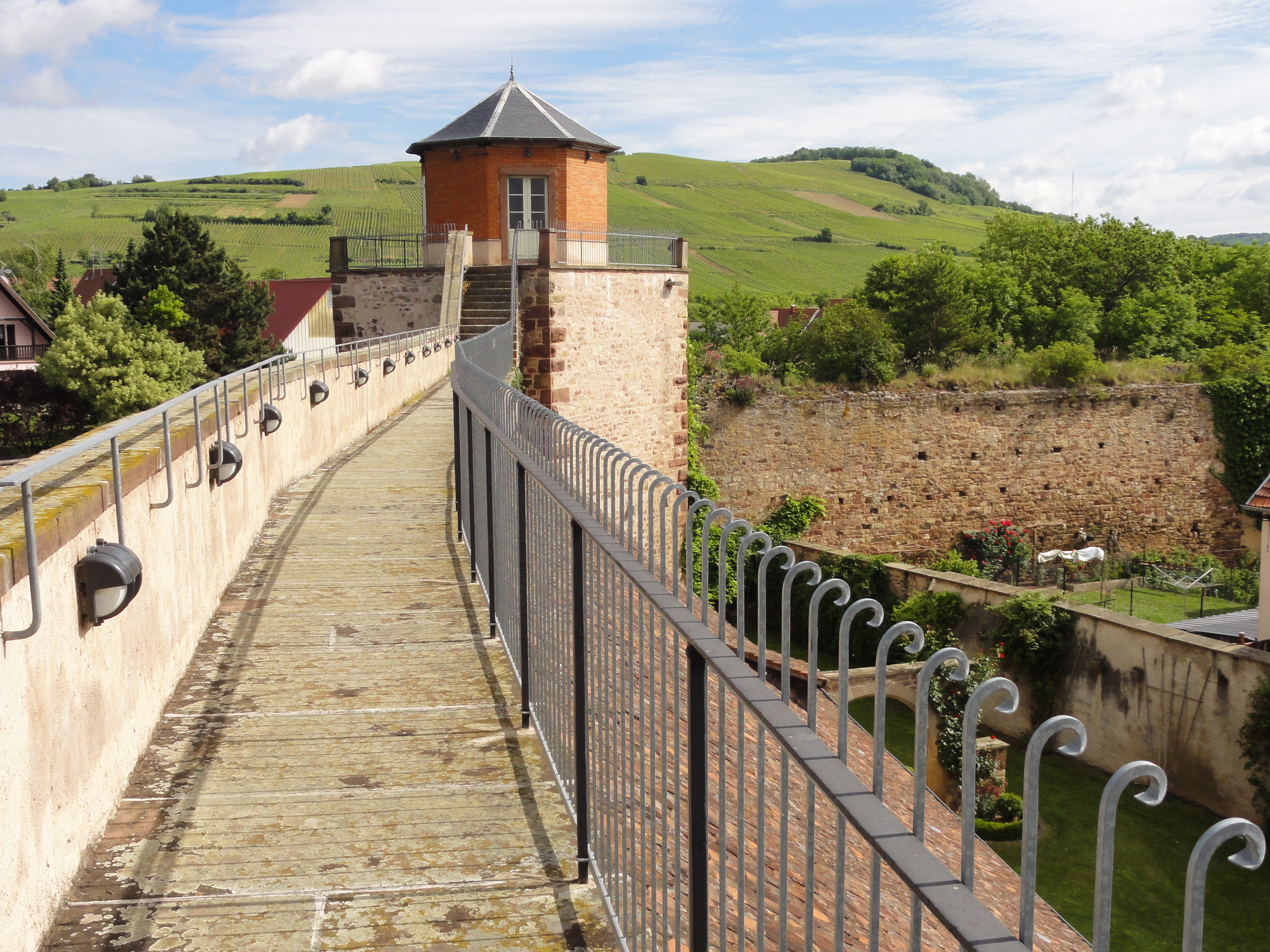
Дозорный путь
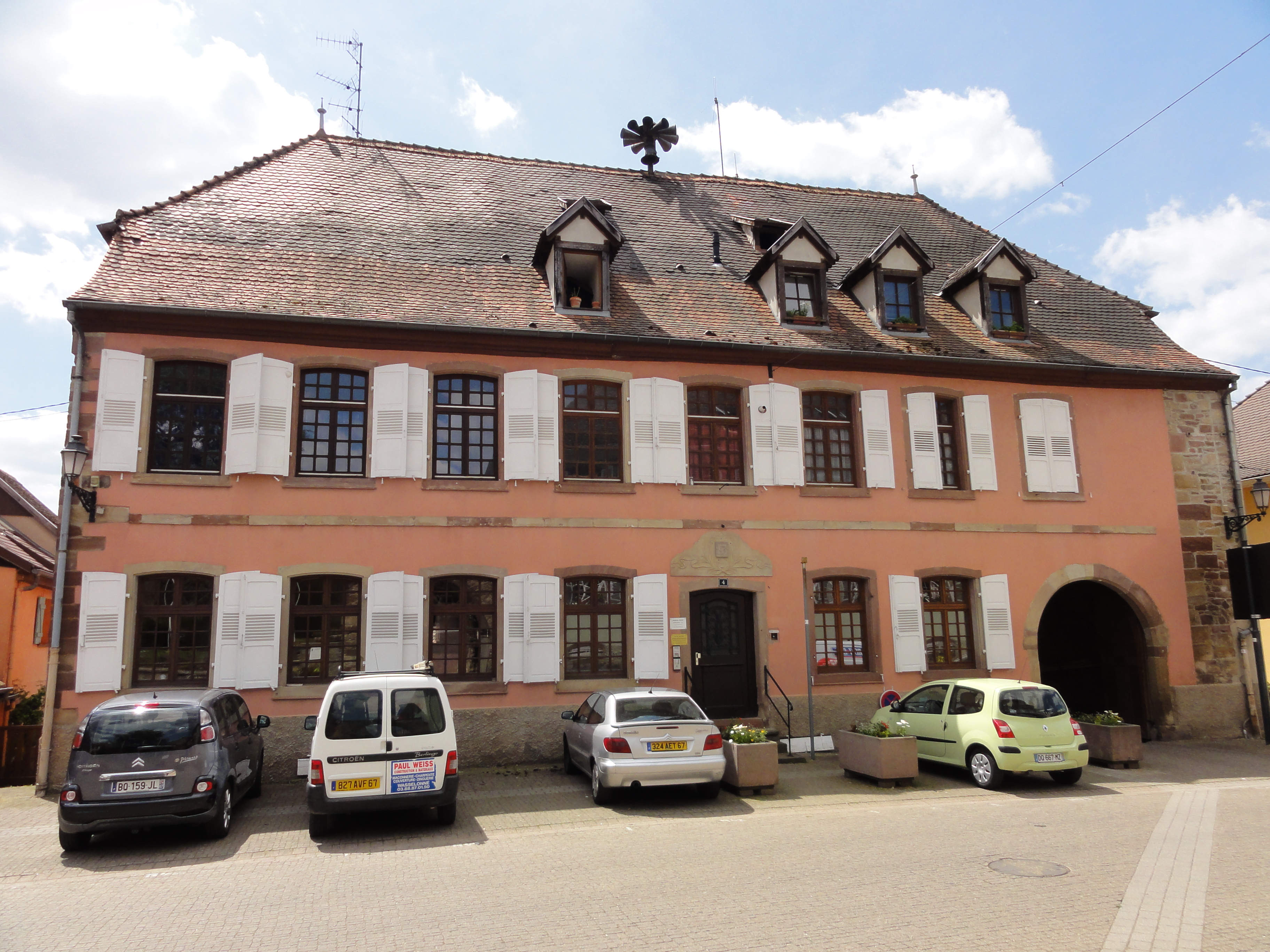
Здание старого административного суда
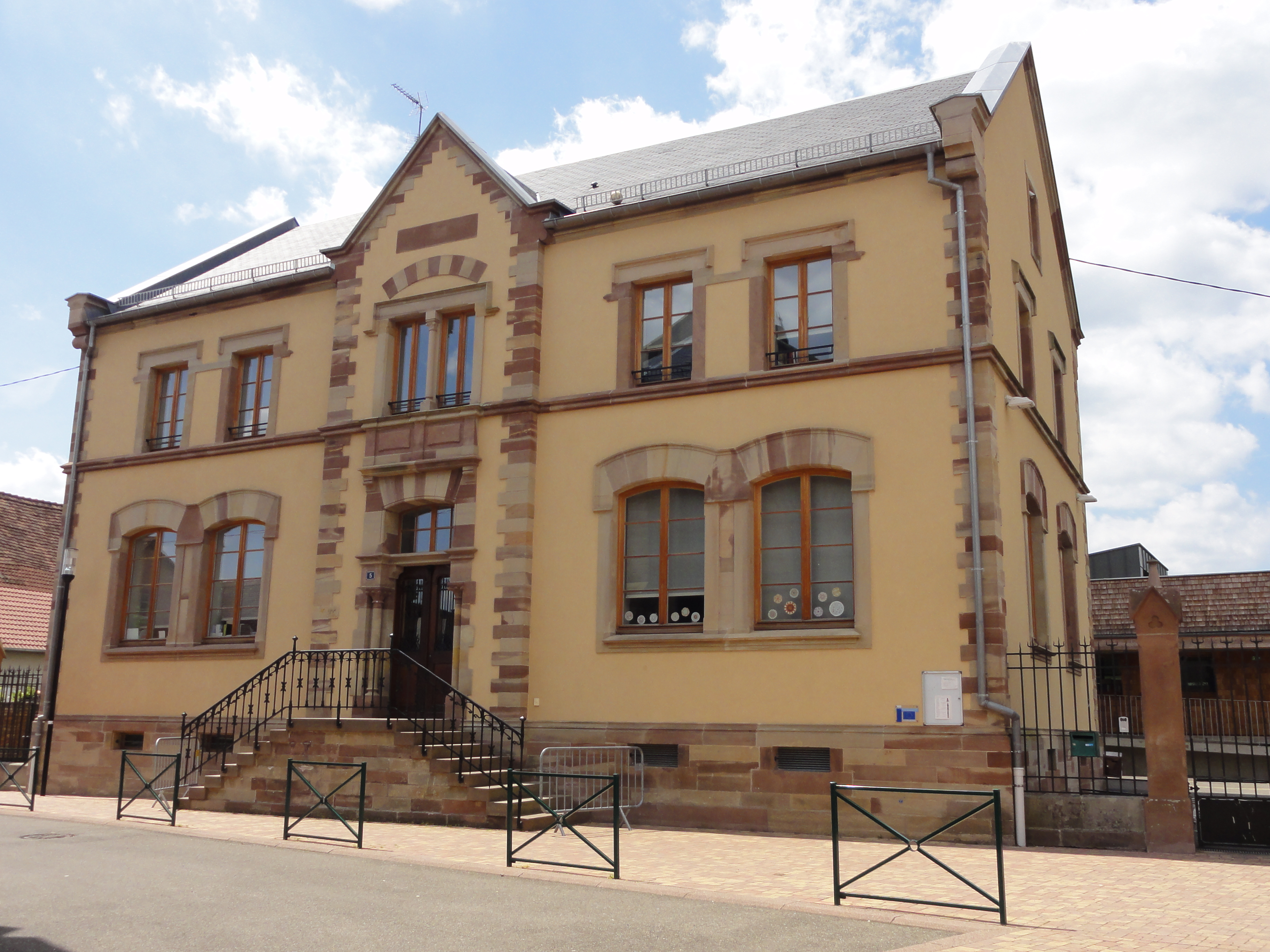
Католическая приходская школа
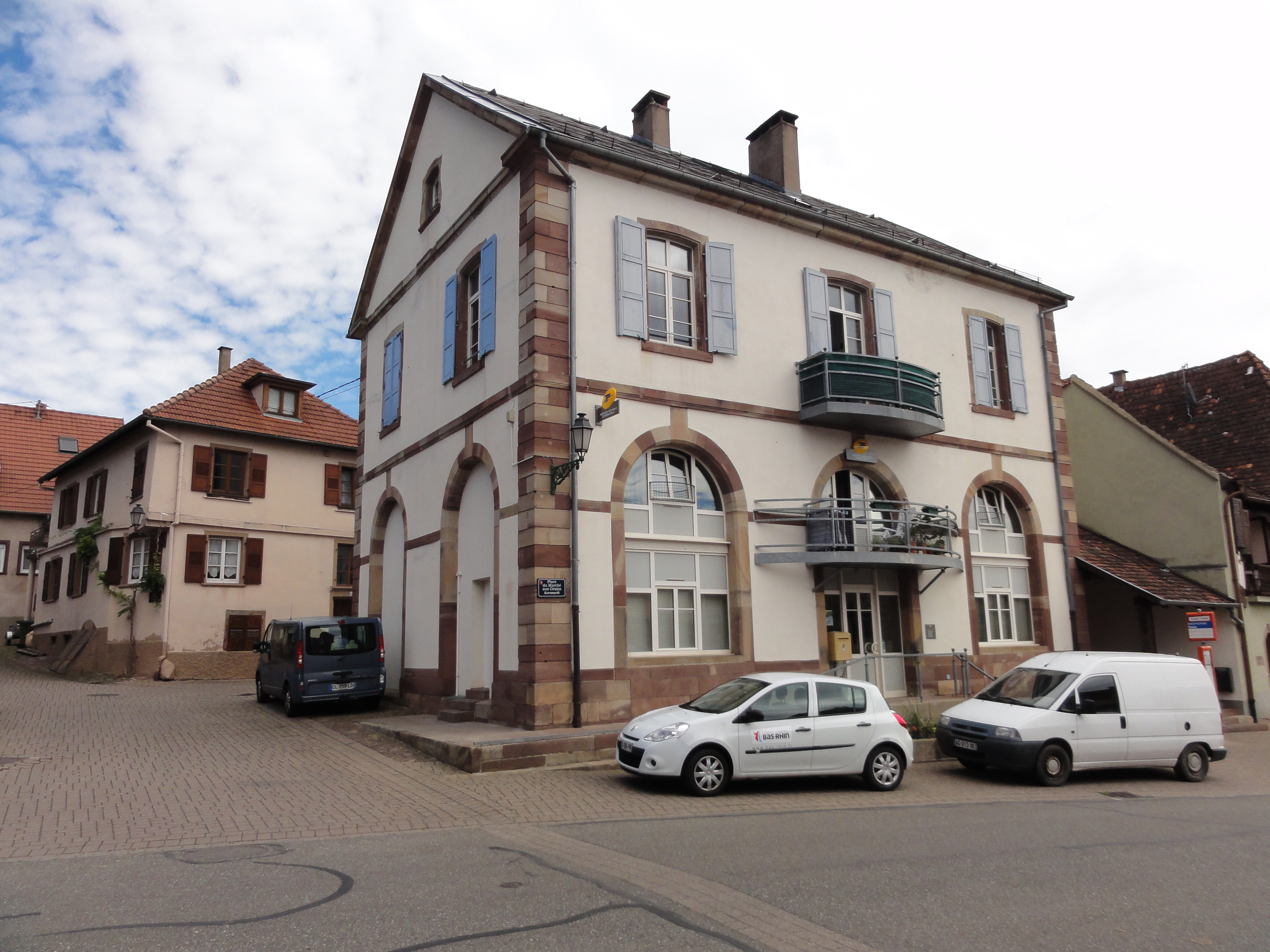
Здание почты
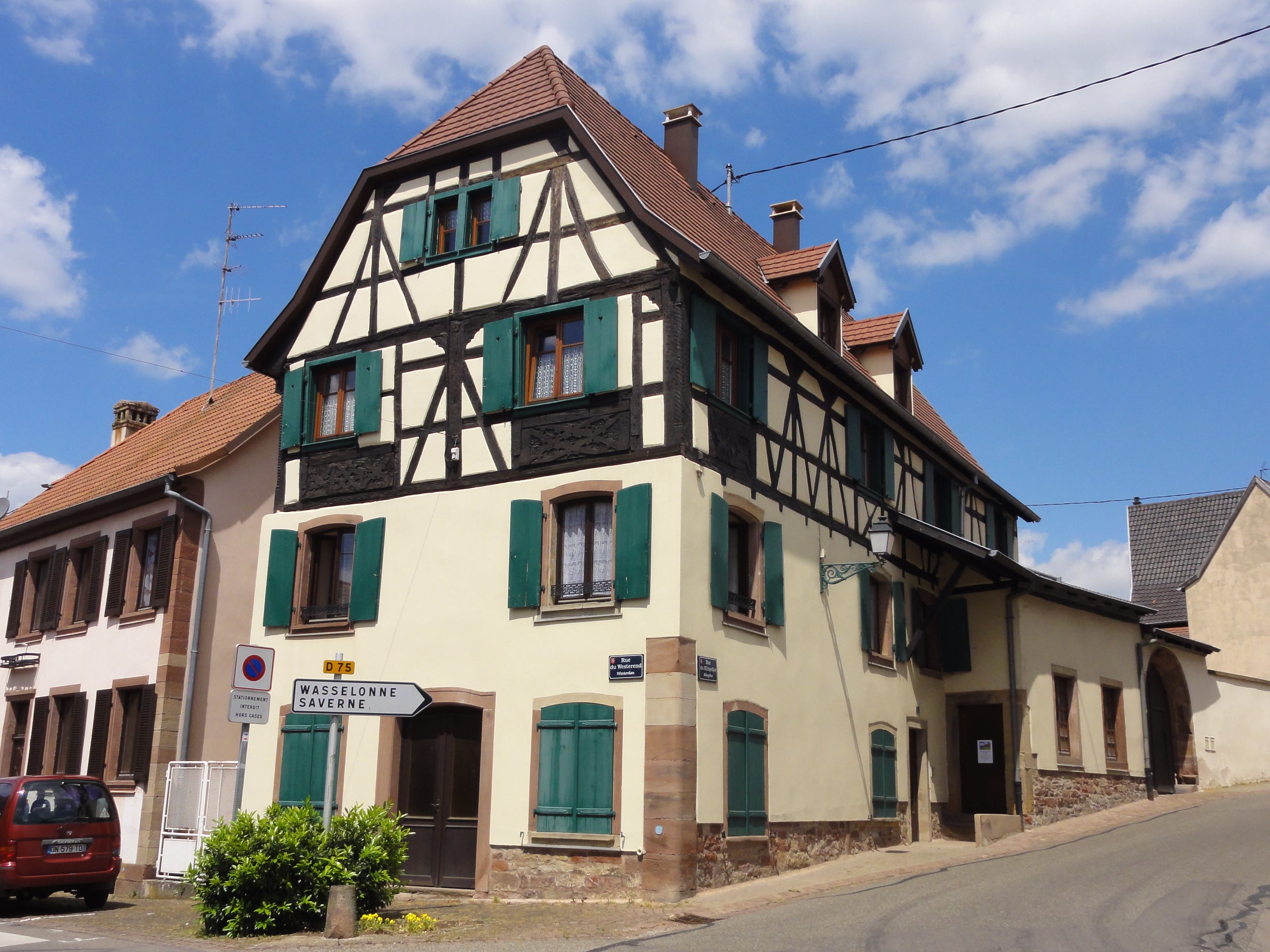
Фахверковый дом